# Джейн Уайлд
Джейн Уайлд (англ. Jane Wilde; род. 23 сентября 1998, Нью-Йорк, Нью-Йорк, США) — американская порноактриса.

## Карьера
Выросла в Куинсе, Нью-Йорк. Окончила среднюю школу в 17 лет. Работала в магазине American Apparel. В октябре 2016 года, всего через две недели после достижения 18 лет, начинает сниматься на веб-камеру для сайта MyFreeCams.com. Снималась на веб-камеру в течение тринадцати месяцев.
В декабре 2017 года начинает интересоваться порноиндустрией и находит своё первое агентство. Её первая сцена была снята в январе 2018 года студией Reality Kings с участием Сета Гэмбла. В мае того же года снялась в своей первой анальной сцене для студии Hard X. По совету Алины Лопес позднее меняет агентство и переходит к Марку Шпиглеру. Помимо традиционных и анальных сцен участвует также в сценах лесбийского и межрасового секса. В феврале 2019 года впервые снимается в сцене двойного проникновения для Hard X. В фильме Jane’s Anal Addiction, снятый Джонни Даркко для студии Evil Angel, Уайлд впервые снялась в сценах блоу-бенга, двойного вагинального и двойного анального проникновений.
Снимается для студий Digital Sin, Evil Angel, Girlfriends Films, Girlsway, Kink.com, Mofos, Naughty America, Pure Taboo, Reality Kings и многих других.
В мае 2019 года появилась в подкасте More w/Mo Мо Риза.
В июне 2019 года Уайлд стала девушкой месяца по версии порностудии Girlsway. В этом же месяце снялась в фотосессии для августовского выпуска журнала Hustler.
В январе 2020 года Джейн награждена XBIZ Award за сцены секса в фильмах 3 Cheers for Satan и Disciples of Desire: Bad Cop — Bad City. За сцену из гонзо-фильма Rocco’s Back to America for More Adventures с участием Рокко Сиффреди Джейн в январе 2021 года была в третий по счёту раз награждена премией XBIZ Award за лучшую сцену секса. Через неделю впервые стала обладательницей премии AVN Awards, победив в категориях «Лучшая анальная сцена» и «Лучшая сцена группового секса».
В сентябре 2022 года дебютировала в качестве режиссёра автобиографического фильма Stars студии Adult Time. За ведущую роль в данном фильме Джейн в январе 2023 года была присуждена премия XBIZ Award. На прошедшей 11 мая 2023 года 39-й церемонии награждения премии XRCO Award Джейн была признана лучшей исполнительницей года.
По данным сайта IAFD на октябрь 2022 года, снялась в более чем 600 порнофильмах и сценах.

## Награды и номинации
| Список наград и номинаций | Список наград и номинаций | Список наград и номинаций | Список наград и номинаций | Список наград и номинаций                                          |
| Год                       | Награда                   | Результат                 | Категория | Фильм                                                              |
| ------------------------- | ------------------------- | ------------------------- | --- | ------------------------------------------------------------------ |
| 2019                      | AVN Award                 | Номинация                 | Лучшая лесбийская групповая сцена (вместе с Алиной Лопес и Кристен Скотт) | Duplicity                                                          |
| 2019                      | AVN Award                 | Номинация                 | Лучшая новая старлетка | н/д                                                                |
| 2019                      | AVN Award                 | Номинация                 | Лучшая сцена секса в виртуальной реальности (вместе с Алексис Эвери, Алексой Новой, Девон Грин, Дейзи Купер, Зои Фокс, Кензи Ривз, Лолой Фэй, Райан Кили, Хлоей Фостер, Чедом Уайтом, Эмбер Сноу и Эмили Блэк) | VRB World Cup 2018                                                 |
| 2019                      | Fleshbot Award            | Номинация                 | Лучшая новая старлетка | н/д                                                                |
| 2019                      | Inked Award               | Номинация                 | Старлетка года | н/д                                                                |
| 2019                      | NightMoves Award          | Номинация                 | Лучшая новая старлетка | н/д                                                                |
| 2019                      | XBIZ Award                | Номинация                 | Лучшая новая старлетка | н/д                                                                |
| 2019                      | XBIZ Award                | Номинация                 | Лучшая сцена секса — виртуальная реальность (вместе с Алексис Эвери, Алексой Новой, Девон Грин, Дейзи Купер, Зои Фокс, Кензи Ривз, Лолой Фэй, Райан Кили, Хлоей Фостер, Чедом Уайтом, Эмбер Сноу и Эмили Блэк) | VRB World Cup 2018                                                 |
| 2020                      | AVN Award                 | Номинация                 | Исполнительница года | н/д                                                                |
| 2020                      | AVN Award                 | Номинация                 | Лучшая актриса второго плана | Better Things to Do                                                |
| 2020                      | AVN Award                 | Номинация                 | Лучшая анальная сцена (вместе со Стивом Холмсом) | Slut Puppies 14                                                    |
| 2020                      | AVN Award                 | Номинация                 | Лучшая лесбийская сцена (вместе с Абеллой Дейнджер) | Lesbian Encounters                                                 |
| 2020                      | AVN Award                 | Номинация                 | Лучшая сцена группового секса (вместе с Кензи Ривз, Кирой Нуар и Смоллом Хэндсом) | 3 Cheers for Satan                                                 |
| 2020                      | Fleshbot Award            | Номинация                 | Исполнительница года | н/д                                                                |
| 2020                      | Fleshbot Award            | Номинация                 | Лучшая задница | н/д                                                                |
| 2020                      | NightMoves Award          | Номинация                 | Лучшая актриса | н/д                                                                |
| 2020                      | Pornhub Award             | Номинация                 | Все одновременно — лучшая исполнительница двойного проникновения | н/д                                                                |
| 2020                      | XBIZ Award                | Номинация                 | Исполнительница года | н/д                                                                |
| 2020                      | XBIZ Award                | Номинация                 | Лучшая актриса — комедийный фильм | 3 Cheers for Satan                                                 |
| 2020                      | XBIZ Award                | Победа                    | Лучшая сцена секса — виньетка (вместе с Принцем Иешуа и Эмили Уиллис) | Disciples of Desire: Bad Cop — Bad City                            |
| 2020                      | XBIZ Award                | Номинация                 | Лучшая сцена секса — гонзо (вместе с Принцем Иешуа) | Lady Gonzo                                                         |
| 2020                      | XBIZ Award                | Номинация                 | Лучшая сцена секса — гонзо (вместе со Стивом Холмсом) | Slut Puppies 14                                                    |
| 2020                      | XBIZ Award                | Победа                    | Лучшая сцена секса — комедия (вместе с Кензи Ривз, Кирой Нуар и Смоллом Хэндсом) | 3 Cheers for Satan                                                 |
| 2020                      | XRCO Award                | Номинация                 | Подростковая мечта года | н/д                                                                |
| 2020                      | XRCO Award                | Номинация                 | Потрясающая аналистка года | н/д                                                                |
| 2020                      | XRCO Award                | Номинация                 | Супершлюха года | н/д                                                                |
| 2021                      | AVN Award                 | Номинация                 | Исполнительница года | н/д                                                                |
| 2021                      | AVN Award                 | Победа                    | Лучшая анальная сцена (вместе с Рокко Сиффреди) | Rocco’s Back to America for More Adventures                        |
| 2021                      | AVN Award                 | Номинация                 | Лучшая блоубэнг-сцена | Jane’s Anal Addiction                                              |
| 2021                      | AVN Award                 | Номинация                 | Лучшая лесбийская групповая сцена (вместе с Джейд Бейкер, Джианной Диор и Джиной Валентиной) | Girls Just Wanna Have Fun (из Girlcore: The Compete Second Season) |
| 2021                      | AVN Award                 | Победа                    | Лучшая сцена группового секса (вместе с Анджелой Уайт, Бритни Эмбер, Индией Саммер, Коди Стилом, Райаном Дриллером, Сетом Гэмблом, Уитни Райт, Эви Лав и Эриком Мастерсоном)                                   | Climax                                                             |
| 2021                      | AVN Award                 | Номинация                 | Лучшая сцена двойного проникновения (вместе с Джоном Стронгом и Маркусом Дюпри) | Jane’s Anal Addiction                                              |
| 2021                      | AVN Award                 | Номинация                 | Лучшая сцена секса от первого лица (вместе с Мануэлем Феррарой) | Dirty Talk 8                                                       |
| 2021                      | AVN Award                 | Номинация                 | Лучшая сцена секса парень/девушка (вместе с Чарльзом Дерой) | Nice Girls Finish Last (из Cutting the Cord: A Jane Wilde Story)   |
| 2021                      | AVN Award                 | Номинация                 | Лучшая сцена триолизма (П/П/Д) (вместе с Алексом Джонсом и Эдди Джеем) | Anal Angels 4                                                      |
| 2021                      | Fleshbot Award            | Номинация                 | Лучшая лесбийская сцена (вместе с Джесси Сэйнт) | Alone at Last                                                      |
| 2021                      | Fleshbot Award            | Номинация                 | Лучшая трансгендерная сцена (вместе с Обри Кейт и Смоллом Хэндсом) | Succubus                                                           |
| 2021                      | Fleshbot Award            | Номинация                 | Лучшая трансгендерная сцена группового секса (вместе с Обри Кейт и Смоллом Хэндсом) | Succubus                                                           |
| 2021                      | Fleshbot Award            | Победа                    | Лучшая транслесбийская сцена (вместе с Обри Кейт и Смоллом Хэндсом) | Succubus                                                           |
| 2021                      | Inked Award               | Номинация                 | Групповая сцена года (вместе с Анджелой Уайт, Бритни Эмбер, Индией Саммер, Коди Стилом, Райаном Дриллером, Сетом Гэмблом, Уитни Райт, Эви Лав и Эриком Мастерсоном)                                            | Climax                                                             |
| 2021                      | NightMoves Award          | Номинация                 | Лучшая исполнительница | н/д                                                                |
| 2021                      | XBIZ Award                | Номинация                 | Исполнительница года | н/д                                                                |
| 2021                      | XBIZ Award                | Номинация                 | Лучшая сцена секса — гонзо (вместе с Пейдж Оуэнс и Рамоном Номаром) | Oil For Days                                                       |
| 2021                      | XBIZ Award                | Победа                    | Лучшая сцена секса — гонзо (вместе с Рокко Сиффреди) | Rocco’s Back to America for More Adventures                        |
| 2021                      | XBIZ Award                | Номинация                 | Лучшая сцена секса — только девушки (вместе с Эмили Уиллис) | The Oral Experiment                                                |
| 2021                      | XBIZ Award                | Номинация                 | Лучшая сцена секса — эротика (вместе с Анджелой Уайт, Бритни Эмбер, Индией Саммер, Коди Стилом, Райаном Дриллером, Сетом Гэмблом, Уитни Райт, Эви Лав и Эриком Мастерсоном)                                    | Climax                                                             |
| 2021                      | XBIZ Award                | Номинация                 | Лучшая сцена секса — эротика (вместе с Алексом Джонсом) | It’s Complicated                                                   |
| 2021                      | XCritic Award             | Номинация                 | Лучшая исполнительница | н/д                                                                |
| 2021                      | XCritic Award             | Номинация                 | Сцена года (вместе с Обри Кейт и Смоллом Хэндсом) | Succubus                                                           |
| 2021                      | XRCO Award                | Номинация                 | Исполнительница года | н/д                                                                |
| 2021                      | XRCO Award                | Номинация                 | Потрясающая аналистка года | н/д                                                                |
| 2021                      | XRCO Award                | Номинация                 | Супершлюха года | н/д                                                                |
| 2022                      | AltPorn Award             | Номинация                 | Лучшая исполнительница года | н/д                                                                |
| 2022                      | AVN Award                 | Номинация                 | Исполнительница года | н/д                                                                |
| 2022                      | AVN Award                 | Номинация                 | Лучшая анальная сцена (вместе с Рамоном Номаром) | Jane Wilde’s Animalistic Vibe (из Performers of the Year 2020)     |
| 2022                      | AVN Award                 | Номинация                 | Лучшая ведущая актриса | Succubus                                                           |
| 2022                      | AVN Award                 | Номинация                 | Лучшая лесбийская сцена (вместе с Вайолет Старр) | Girls Lovin’ Girls 2 — Scene 3                                     |
| 2022                      | AVN Award                 | Номинация                 | Лучшая сцена двойного проникновения (вместе с Миком Блу и Рамоном Номаром) | Double or Nothing (из DP Me 12)                                    |
| 2022                      | AVN Award                 | Номинация                 | Лучшая сцена мастурбации/стриптиза (вместе с Алексис Тэй) | Jane Wilde Is Agape Sc. 4: Anal Threesome                          |
| 2022                      | AVN Award                 | Победа                    | Лучшая трансгендерная сцена группового секса (вместе с Обри Кейт и Смоллом Хэндсом) | Succubus — Part 4                                                  |
| 2022                      | Fleshbot Award            | Номинация                 | Лучшая анальная сцена (вместе с Лукасом Фростом) | My Girl Loves Anal                                                 |
| 2022                      | Fleshbot Award            | Номинация                 | Лучшая лесбийская сцена (вместе с Лондон Ривер) | Schoolgirl Detention!                                              |
| 2022                      | Fleshbot Award            | Номинация                 | Лучшая сцена группового секса (вместе с Вайолет Старр, Лондон Ривер, Софией Грейс и Хейли Рид) | Lesbian Schoolgirl Anal Milkshake Orgy                             |
| 2022                      | NightMoves Award          | Номинация                 | Лучшая исполнительница | н/д                                                                |
| 2022                      | XBIZ Award                | Номинация                 | Исполнительница года | н/д                                                                |
| 2022                      | XBIZ Award                | Номинация                 | Лучшая сцена секса — гонзо (вместе с Заком Уайлдом и Сетом Гэмблом) | Anal Stars 3                                                       |
| 2022                      | XBIZ Award                | Номинация                 | Лучшая сцена секса — фильм-шоу с исполнителем (вместе с Джексом Слейхером и Принцем Иешуа) | Jane Wilde Is AGAPE                                                |
| 2022                      | XRCO Award                | Номинация                 | Исполнительница года | н/д                                                                |
| 2022                      | XRCO Award                | Номинация                 | Потрясающая аналистка года | н/д                                                                |
| 2022                      | XRCO Award                | Номинация                 | Супершлюха года | н/д                                                                |
| 2023                      | AVN Award                 | Номинация                 | Выдающаяся режиссура — индивидуальная работа (вместе с Бри Миллс) | Stars                                                              |
| 2023                      | AVN Award                 | Номинация                 | Исполнительница года | н/д                                                                |
| 2023                      | AVN Award                 | Номинация                 | Лучшая актриса — короткометражный фильм | One Last Kiss                                                      |
| 2023                      | AVN Award                 | Номинация                 | Лучшая ведущая актриса | Stars                                                              |
| 2023                      | AVN Award                 | Номинация                 | Лучшая лесбийская групповая сцена (вместе с Джазмин Лав и Мелоди Маркс) | Shared Hall Pass (из She Needs I.T. Bad)                           |
| 2023                      | AVN Award                 | Номинация                 | Лучшая сцена двойного проникновения (вместе с Данте Колле и Томми Пистолом) | A Missa Xmas Part 3                                                |
| 2023                      | AVN Award                 | Номинация                 | Лучшая трансгендерная сцена один на один (вместе с Хлоей Кэй) | Muses: Khloe Kay                                                   |
| 2023                      | AVN Award                 | Номинация                 | Лучший сценарий — фильм или мини-сериал (вместе с Бри Миллс) | Stars                                                              |
| 2023                      | AVN Award                 | Номинация                 | Наиболее эпатажная сцена (вместе с Лондон Ривер) | Jane + London: Schoolgirl Detention! (из Frisky Anal Nymphos 2)    |
| 2023                      | Trans Erotica Award       | Номинация                 | Лучшая лесбийская сцена (вместе с Хлоей Кэй) | Muses                                                              |
| 2023                      | XBIZ Award                | Номинация                 | Исполнительница года | н/д                                                                |
| 2023                      | XBIZ Award                | Номинация                 | Лучшая сцена секса — гонзо (вместе с Ванной Бардо и Заком Уайлдом) | Performers of the Year 2022                                        |
| 2023                      | XBIZ Award                | Номинация                 | Лучшая сцена секса — полнометражный фильм (вместе с Лили Ларимар и Миком Блу) | Deranged                                                           |
| 2023                      | XBIZ Award                | Номинация                 | Лучшая сцена секса — полнометражный фильм (вместе с Сетом Гэмблом) | Stars                                                              |
| 2023                      | XBIZ Award                | Номинация                 | Лучшая сцена секса — только девушки (вместе с Эйприл Олсен) | True Lesbian: Bad Reputation                                       |
| 2023                      | XBIZ Award                | Номинация                 | Лучшая сцена секса — только девушки (вместе с Кенной Джеймс) | True Lesbian: Kindred Spirits                                      |
| 2023                      | XBIZ Award                | Номинация                 | Лучшая сцена секса — трансгендерный фильм (вместе с Хлоей Кэй) | Muses: Khloe Kay                                                   |
| 2023                      | XBIZ Award                | Победа                    | Лучшее актёрское исполнение — ведущая роль | Stars                                                              |
| 2023                      | XBIZ Award                | Номинация                 | Лучшее актёрское исполнение — второй план | One Last Kiss                                                      |
| 2023                      | XBIZ Award                | Номинация                 | Лучший сценарий (вместе с Бри Миллс) | Stars                                                              |
| 2023                      | XRCO Award                | Победа                    | Исполнительница года | н/д                                                                |
| 2023                      | XRCO Award                | Номинация                 | Лучшая актриса | Stars                                                              |
| 2023                      | XRCO Award                | Номинация                 | Супершлюха года | н/д                                                                |
| 2024                      | AVN Award                 | Номинация                 | Лучшая актриса второго плана | Trouble                                                            |
| 2024                      | AVN Award                 | Номинация                 | Лучшая анальная сцена (вместе с Лукасом Фростом) | Jane’s Wild for Anal                                               |
| 2024                      | AVN Award                 | Номинация                 | Лучшая сцена двойного проникновения (вместе с Ричардом Манном и Робом Пайпером) | Jane Wilde Double Anal, A2M & Facials (из Double Anal Angels)      |
| 2024                      | AVN Award                 | Победа                    | Лучшая сцена триолизма (вместе с Троем Франсиско и Эйвери Блэк) | All In (из Three V3)                                               |
| 2024                      | AVN Award                 | Номинация                 | Мейнстрим-предприятие года | зин Bad Citizen                                                    |
| 2024                      | XBIZ Award                | Номинация                 | Исполнительница года | н/д                                                                |
| 2024                      | XBIZ Award                | Номинация                 | Лучшая сцена секса — гонзо (вместе с Ричардом Манном и Робом Пайпером) | Double Anal Angels                                                 |
| 2024                      | XBIZ Award                | Номинация                 | Лучшая сцена секса — только девушки (вместе с Лилли Белл) | Trouble                                                            |
| 2024                      | XBIZ Award                | Номинация                 | Лучшая сцена секса — трансгендерный фильм (вместе с Джесси Дубай) | Girls Will Be Girls                                                |
| 2024                      | XBIZ Award                | Номинация                 | Лучшая сцена секса — трансгендерный фильм (вместе с Джейд Венус) | Office Ms. Conduct                                                 |
| 2024                      | XBIZ Award                | Номинация                 | Лучшее актёрское исполнение — ведущая роль | Office Ms. Conduct                                                 |
| 2024                      | XBIZ Award                | Номинация                 | Лучшее актёрское исполнение — второй план | Trouble                                                            |
| 2024                      | XRCO Award                | Номинация                 | Исполнительница года | н/д                                                                |
| 2024                      | XRCO Award                | Номинация                 | Лучшая актриса | Office Ms. Conduct                                                 |
| 2025                      | XMA Award                 | Номинация                 | Лучшая сцена секса — короткометражный фильм (вместе с Сетом Гэмблом и Чарли Форд) | Swapped in Secret                                                  |
| 2025                      | XMA Award                 | Номинация                 | Лучшая сцена секса — оргия/групповая (вместе с Нейдом Насти, Шанель Камрин и Элиасом Кэшем) | Experimenting at Home                                              |
| 2025                      | XMA Award                 | Победа                    | Лучшая сцена секса — только девушки (вместе с Аной Фокс, Кейси Калверт, Коди Вор, Леаной Лавингс, Литтл Пак, Лулу Чу, Пенни Барбер, Сереной Сайрен и Хейли Роуз)                                               | Come Out to Play: An All-Girls Warriors Parody                     |
| 2025                      | XMA Creator Award         | Номинация                 | Совместный видеоклип года — триолизм (вместе с Андре Рико и Джиной Валентиной) | н/д                                                                |

## Избранная фильмография
- 2018 — Anal Darlings 2
- 2018 — Anal Heartbreakers 4
- 2018 — Anne: A Taboo Parody
- 2018 — Daddy’s Little Secret
- 2018 — Future Darkly 2
- 2018 — Three Cheers For Black Cock 3
- 2018 — Tiny Babes Who Love Dick[58]
- 2018 — True Anal Addiction 2